# Aristokočky
Aristokočky (v anglickém originále The Aristocats) je americký animovaný film z roku 1970. Jedná se o v pořadí 20. animovaný film z takzvané animované klasiky Walta Disneye.

## Obsazení
| Postavy                    | anglický dabing   | český dabing                    |
| -------------------------- | ----------------- | ------------------------------- |
| Thomas O'Malley            | Phil Harris       | Zdeněk Maryška                  |
| Thomas O'Malley (zpěv)     | Phil Harris       | Zdeněk Junák                    |
| Dáma                       | Eva Gabor         | Stanislava Jachnická            |
| Dáma (zpěv)                | Robie Lester      | Petra Ernyeiová                 |
| Edgar                      | Roddy Maude-Roxby | Jiří Klem                       |
| Toulouse                   | Gary Dubin        | Jakub Cibula                    |
| Marie                      | Liz English       | Johana Krtičková                |
| Berlioz                    | Dean Clark        | Martin Sucharda                 |
| Roquefort                  | Sterling Holloway | Jiří Knot                       |
| Šumař                      | Scatman Crothers  | Vladimír Kerndl                 |
| Čínský kocour              | Paul Winchell     | Tomáš Juřička                   |
| Anglický kocour            | Lord Tim Hudson   | Dušan Kollár                    |
| Italský kocour             | Vito Scotti       | Jaroslav Vlach                  |
| Ruský kocour               | Thurl Ravenscroft | Lumír Olšovský                  |
| Napoleon                   | Pat Buttram       | Dalimil Klapka                  |
| Lafayette                  | George Lindsey    | Ladislav Trojan                 |
| Madame Adelaide Bonfamille | Hermione Baddeley | Dana Syslová                    |
| Georges Hautecourt         | Charles Lane      | Dalimil Klapka                  |
| Frou-Frou                  | Nancy Kulp        | Nela Boudová                    |
| Abigail Blativá            | Monica Evans      | Viera Kučerová                  |
| Amelia Blativá             | Carole Shelley    | Magdaléna Zimová                |
| Strýček Valda              | Bill Thompson     | Lumír Olšovský                  |
| Mlékař                     | Peter Renaday     | Lumír Olšovský                  |
| Kuchař                     | Peter Renaday     | Pavel Šrom                      |
| Řidiči kamionu             | Peter Renaday     | Jan Szymik Stanislav Zindulka   |
| Zpěv                       | Maurice Chevalier | Libor Hruška                    |
| Ostatní role               |                   | Ondřej Izdný a Vlasta Peterková |